# Shirley (Indiana)
Shirley es un pueblo ubicado en el condado de Hancock en el estado estadounidense de Indiana. En el Censo de 2010 tenía una población de 830 habitantes y una densidad poblacional de 931,58 personas por km².

## Geografía
Shirley se encuentra ubicado en las coordenadas 39°53′28″N 85°34′48″O / 39.89111, -85.58000. Según la Oficina del Censo de los Estados Unidos, Shirley tiene una superficie total de 0.89 km², de la cual 0.89 km² corresponden a tierra firme y (0%) 0 km² es agua.

## Demografía
Según el censo de 2010, había 830 personas residiendo en Shirley. La densidad de población era de 931,58 hab./km². De los 830 habitantes, Shirley estaba compuesto por el 97.71% blancos, el 0.6% eran afroamericanos, el 0.6% eran amerindios, el 0.36% eran asiáticos, el 0% eran isleños del Pacífico, el 0.24% eran de otras razas y el 0.48% pertenecían a dos o más razas. Del total de la población el 0.36% eran hispanos o latinos de cualquier raza.